# Mark Tanner
Mark Simon Austin Tanner (né en novembre 1970) est un évêque et universitaire anglican britannique. Depuis 2020, il est évêque de Chester ; il est auparavant évêque de Berwick, évêque suffragant du diocèse de Newcastle depuis sa consécration épiscopale en 2016 ; et, d'août 2011 jusqu'à sa consécration, il est directeur de Cranmer Hall, à Durham, un collège théologique de l'Église d'Angleterre.

## Jeunesse et éducation
Tanner est né en novembre 1970 au Canada, fils du professeur Stuart Tanner et de Joy Tanner. Il fait ses études à la Loughborough Grammar School, une école privée pour garçons située à Loughborough, dans le Leicestershire, en Angleterre. Il étudie à Christ Church, Oxford, où il obtient un baccalauréat ès arts (BA) en 1992 ; comme le veut la tradition, son BA est promu au rang de maîtrise ès arts d'Oxford (MA Oxon) en 1997.
De 1992 à 1995, Tanner est pasteur des jeunes à l'église Holy Trinity, à Coventry, dans les West Midlands. En 1995, il s'inscrit à Cranmer Hall, à Durham, un collège théologique anglican, pour se préparer au ministère ordonné. Pendant ce temps, il étudie également la théologie au St John's College de Durham et obtient une licence supplémentaire en 1998. Il entreprend ensuite des études de troisième cycle à l'université de Liverpool et obtient une maîtrise en théologie (MTh) en 2005.

## Ministère ordonné
Tanner est ordonné diacre dans l'Église d'Angleterre en 1998 et prêtre le 3 juillet 1999 par Michael Langrish, évêque de Birkenhead. De 1998 à 2001, il est curé à l'église St Mary's, Upton, Merseyside, dans le diocèse de Chester. Il part ensuite dans le diocèse de Sheffield et est vicaire de l'église St Mary's, Doncaster de 2001 à 2007.
En 2007, Tanner rejoint le diocèse de Ripon et Leeds. Il est vicaire de l'église Holy Trinity de Ripon de 2007 à 2011. Il occupe également plusieurs postes en plus de son ministère paroissial. Il est doyen de secteur de Ripon de 2009 à 2011. En 2009, il est aumônier officiant des militaires (OCM), un type d'aumônier militaire à temps partiel qui reste civil et sert comme OCM au 21e régiment du génie de 2009 à 2011.
En août 2011, Tanner devient directeur de Cranmer Hall, Durham, un collège théologique de l'Église d'Angleterre dans la tradition évangélique ouverte. Il sert également comme OCM au 101e Régiment (Northumbrian) d'artillerie royale de 2011 à 2013. En 2015, il est nommé chanoine honoraire de la cathédrale de Durham. Au cours de ses cinq années à Cranmer Hall, il double le nombre d'ordinands en formation et supervise la mise en place d'un parcours de formation pour les ministres de l'Église libre, notamment ceux en formation pour l'ordination baptiste.
Le 1er septembre 2016, il est nommé évêque de Berwick, l'évêque suffragant du diocèse de Newcastle et le 18 octobre 2016, il est consacré évêque par John Sentamu, archevêque d'York, lors d'un service à la cathédrale d'York. Il est accueilli dans le diocèse de Newcastle à la cathédrale Saint-Nicolas de Newcastle le 3 décembre et à l'église Saint-Aidan de Bamburgh le 4 décembre.
Le 12 mai 2020, il est nommé évêque de Chester, l'ordinaire du diocèse de Chester,. La confirmation de son élection comme évêque de Chester a lieu le 15 juillet 2020  et est effectuée en ligne en raison de la Pandémie de Covid-19.
Le 7 juin 2024, il prononce le sermon lors du mariage de Hugh Grosvenor, 7e duc de Westminster et d'Olivia Grace Henson.
Le 19 juin 2025, Tanner rejoint la Chambre des lords en tant que lord spirituel, après le départ à la retraite d'Alan Smith, évêque de St Albans. Il est présenté aux Lords le 17 juillet 2025.

## Publications
- John Leach, Mark Tanner et John Witcombe, Renewing the traditional church, Cambridge, Grove Books, 2002 (ISBN 978-1851745135)
- Richard Williams et Mark Tanner, Developing visionary leadership, Cambridge, Grove Books, 2004 (ISBN 978-1851745678)
- Mark Tanner, How to write a good sermon: a working model, Cambridge, Grove Books, 2007 (ISBN 978-1851746606)
- Mark Tanner, How to develop vision in the local church, Cambridge, Grove Books, 2009 (ISBN 978-1851747191)
- Mark Tanner, How to preach a good sermon: a practical guide, Cambridge, Grove Books, 2009 (ISBN 978-1851747382)
- Mark Tanner, The Introvert Charismatic: The Gift of Introversion in a Noisy Church, Oxford, Monarch Books, 2015 (ISBN 978-0857215888)
- Mark Tanner, The PCC Member's Essential Guide, London, Church House Publishing, 2015 (ISBN 978-0715110935)